# 環鼬鯰
環鼬鯰，為輻鰭魚綱鯰形目鼬鯰科的其中一種，為熱帶淡水魚，分布於南美洲亞馬遜河上游流域，體長可達3.2公分，棲息在底層水域，生活習性不明。